# محطة عزل النفايات التجريبية
محطة عزل النفايات التجريبية تعتبر المحطة ثالث مستودع جيولوجي عميق في العالم (بعد مستودع ألمانيا للنفايات المشعة ومستودع فولفنبوتل) المرخص لهما بتخزين النفايات المشعة عبر اليورانيوم لمدة 10,000 عام. النفايات هي من البحوث وإنتاج الأسلحة النووية للولايات المتحدة. تقدر تكلفة المشروع بـ 19 مليار دولار.

## نبذة
تقع المحطة على بعد حوالي 26 ميلاً (42 كم) شرق كارلسباد بولاية نيو مكسيكو، في مقاطعة إيدي الشرقية، في منطقة تعرف باسم الممر النووي لجنوب شرق نيو مكسيكو والذي يشمل أيضًا مرفق التخصيب الوطني بالقرب من يونيس.
في عام 2010 سحبت وزارة الزراعة الأمريكية خططها السابقة لتطوير مستودع جبل يوكا للنفايات النووية في نيفادا. تم تحديد محطة عزل النفايات التجريبية كمرشح لمنشأة لتخزين النفايات المتعلقة بالنفايات المتعلقة بالدفاع عن الأسلحة النووية. أدت الحوادث المختلفة في المحطة عام 2014 إلى التركيز على مشكلة ما يجب القيام به مع هذه النفايات المتراكمة المتنامية وما إذا كانت محطة عزل النفايات التجريبية ستكون مستودعًا آمنًا أم لا.
تضمنت حوادث 2014 انفجارًا هائلاً وإطلاق مواد إشعاعية محمولة بالهواء، مما عرَّض 21 عاملاً من المحطة لجرعات داخلية من البلوتونيوم، مما قد يؤدي إلى سرطان الرئتين والكبد والعظام.

## معرض صور

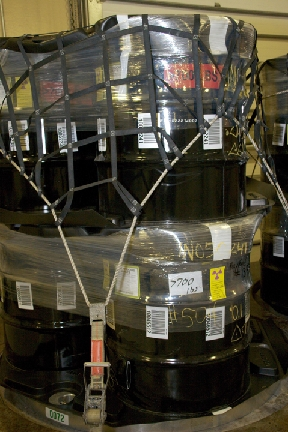
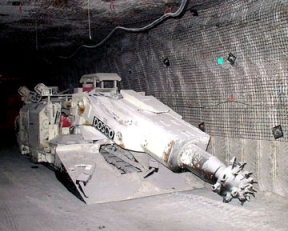
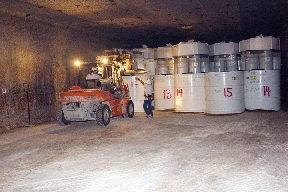